# Alberta Giménez i Adrover
Alberta Giménez (Pollença, 6 d'agost de 1837 - Palma, 21 de desembre de 1922) va ser una religiosa de Mallorca, professora i fundadora de la congregació de les Religioses de la Puresa de Maria. Ha donat nom al Centre Estudis Superiors Alberta Giménez de la població de Mallorca i a moltes escoles i obres socials arreu del món. Ha estat proclamada venerable per l'Església catòlica. També era coneguda com a Gaietana Alberta Giménez i Madre Alberta.

## Biografia
Era filla d'Alberto Giménez Cavero i d'Apol·lònia Adrover i Barceló. El pare, de professió militar, va ésser destinat a Felanitx on conegué Apol·lònia. Es casaren i les vicissituds de canvis freqüents de residència varen dur el matrimoni a viure a Pollença, on nasqué Alberta. Poc temps després, la família s'instal·là a Palma on Alberta va aprendre de llegir i escriure. Els pares d'Alberta decidiren donar-li uns estudis superiors i confiaren la seva educació a Francesc Civera que dirigia un col·legi a Palma. Era un mestre molt considerat, bon matemàtic i acreditat pedagog. El caràcter dolç i alhora despert d'Alberta encisà el seu mestre i aquesta relació va acabar en noces el 7 d'abril de 1860. Van tenir quatre fills, però només l'últim va arribar a la majoria d'edat. Tots dos van crear el Col·legi Civera-Giménez.
Des de l'any 1809 i gràcies a la iniciativa del Bisbe de Mallorca, Bernat Nadal i Crespí, existia a la capital de la diòcesi un col·legi dedicat a l'educació de les joves anomenat Reial Col·legi de la Puresa. Aquest centre havia entrat en una certa decadència. Aquesta situació necessitava una solució adequada i el bisbe de Mallorca d'aquells anys, Miquel Salvà i Munar, decidí encomanar-la a Alberta, que ja gaudia de prestigi com a persona de gran formació religiosa i excel·lent preparació pedagògica.

### Trajectòria pedagògica
Alberta, morts el seu espòs (1869) i tots els fills a excepció d'Albert, acceptà i entrà a la casa de la Puresa, Can Clapers, el 23 d'abril de 1870, deixant el seu fill a la cura del seu oncle Sadurní. La nova rectora es posà tot d'una a treballar en la nova missió i reorganitzà la institució. A més, feia classes de gramàtica, història, costura, etc., i en poc temps, el col·legi havia recuperat l'estabilitat i havia guanyat prestigi com a entitat d'ensenyament, amb un bon programa educatiu. Les autoritats de Palma li oferiran llavors crear i dirigir una Escola Normal de Mestres; acceptà i es preparà seriosament cursant els estudis adequats: anà a Barcelona i obtingué el títol de mestre normal superior, imprescindible per a regir la nova institució docent. El 2 de maig de 1872 és nomenada directora oficialment i el 13 de maig comença a funcionar la primera escola de magisteri de Mallorca.
Va desenvolupar una tasca educativa molt important, ja que va intentar instaurar les tendències educatives més innovadores fruit de la seva experiència viscuda del seus diversos viatges a l'estranger.

### Trajectòria religiosa
Algunes de les alumnes de la primera promoció de mestres van voler restar amb ella per treballar-hi. Alberta, que havia anat desenvolupant una vocació religiosa, va decidir, amb aquestes companyes, de formar una congregació religiosa dedicada a l'ensenyament que continués l'obra iniciada. Tomàs Rullan, vicari diocesà, donà el seu suport i Alberta en redactà les constitucions i estatuts, donant origen a la Congregació de Religioses de la Puresa de Maria. El bisbe donà l'autorització el 19 de setembre de 1874, quan se'n constituí la primera comunitat, formada per: Alberta Giménez, Maria Aloi, Caterina Fornés, Magdalena Frau, Dolors Guardiola i Caterina Togores.
El 2 d'agost de 1892 s'aprovaren les constitucions, i a partir de 1897 començaren a obrir-se centres fora de Mallorca (fins llavors n'hi havia a Manacor i Inca), a València. El 10 de maig de 1901, el papa Lleó XIII va aprovar l'institut. En 1908, el seu fill Albert, casat feia pocs anys, va morir.
Consta, també, que el 1892 va participar en l'Exposició Nacional d'Indústries Artístiques i Internacional de Reproduccions que es va fer al Palau de Belles Arts de Barcelona, organitzada per l'Ajuntament de la ciutat.
El 22 de juliol de 1912, una ordre ministerial l'apartà de la direcció de l'Escola Normal, fet al que es resignà. L'agost, Alberta va renunciar a ésser superiora de la congregació, adduint manca de salut i massa edat, i la renúncia fou acceptada. En 1920, en ocasió de les noces d'or, se li va oferir una festa amb les antigues alumnes i se li atorgà la Gran Creu d'Alfons XII. Malalta, va morir la matinada del 21 de desembre de 1922 a Palma.

## Reconeixements
El 28 de febrer de 1965 fou nomenada filla il·lustre de Pollença, i el 31 de desembre de 1996 filla il·lustre de Palma. Actualment, trenta obres educatives repartides per Europa, Amèrica i Àfrica testimonien la vivència d'un ideal: la formació integral de la persona.
Obert el procés de beatificació, el 22 de març de 1986 fou declarada venerable pel papa Joan Pau II. El 2004, una comissió de metges va declarar que no trobava explicació a un guariment que el malalt, Antoni Mas, atribuïa a la intercessió d'Alberta Giménez; si es confirmés, el camí cap a la beatificació estaria obert.